# Association Guan Di Réunion
De Association Guan Di Réunion is een Chinese tempelorganisatie en daoïstische tempel gewijd aan de Chinese God Guan Di in Réunion. Hoewel meer dan vijfentachtig procent van de bevolking in Réunion Rooms-katholiek is, geloven de meeste Chinezen in Réunion (25.000) in de Chinese volksreligie. De verering van Guan Di speelt daar een belangrijke rol in. De tempel werd gebouwd in 1896 door Chinese migranten van de Association Moy-Yen Réunion. Deze Chinezen waren van Hakka afkomst en de eerste generatie hiervan kwam tussen 1901 en 1939 aan op het eiland.
Jaarlijks wordt er rond augustus de verjaardag van Guan Di gevierd door gebedsceremonies. Er zijn optochten met leeuwendans en drakendans en een groot banket in de avond.
De oud-voorzitter van de Association Guan Di Réunion was Fred Chane-Hune. Hij vindt de verering van Guan Di meer een cultuur dan een religie. De mensen die offeren aan Guan Di zijn ook christelijk en de tempel is voor ieder geloof open. De huidige voorzitter heet Daniel Thiaw-Wing-Kai.

## Andere tempels
Op Reunion zijn meerdere tempels van Chinezen te vinden.
- Temple Li Si Tong
- Temple Sane Long
- Temple Chane